# Aeronáutica Agrícola Mexicana S.A.
Aeronáutica Agrícola Mexicana SA (AAMSA) fue una compañía mexicana fabricante de aeronaves, en operación entre 1971 y 1984.

## Historia
AAMSA fue formada en 1971 como un joint venture entre Rockwell International (30%) e Industrias Unidas SA (70%) para manufacturar la gama de aviones agrícolas de Rockwell en su planta en Pastejé. El producto más conocido de la compañía fue el A9B-M Quail, una variación del CallAir A-9, el cual fue fabricado hasta 1984.
- Datos: Q2060623

Muchas empresas han muerto debido a que el ataque musulmán las afecto